# 平野桑四郎
平野 桑四郎（ひらの くわしろう、元治元年5月25日（1864年6月28日） - 1934年（昭和9年）7月18日）は、日本の実業家・政治家。衆議院議員、旧姓は原。

## 来歴
信濃国伊那郡栗矢村（現長野県阿智村）生まれ。同郡向関村（現同村）の戸長、平野多郎九の養子となる。旧高遠藩士の高橋白山に漢籍を学ぶ。1890年（明治23年）智里村長、1891年（明治24年）下伊那郡会議員、1894年（明治27年）長野県会議員となる。自由党に入党し自由主義の鼓舞に努め、1914年（大正3年）伍和村長となった後、再び郡会議員や県議を務め、1932年（昭和7年）第18回衆議院議員総選挙に立憲政友会から出馬して当選した。
1897年（明治30年）恩田川からの井水開削にあたる。1919年（大正8年）組合製糸「伊那社」の創立とともに社長となり、ほかに伊那電気鉄道重役、長野県農会長、長野県畜産組合連合会長などを歴任した。また三信鉄道の敷設や、産業組合扶桑館の設立に尽力した。電気事業では、天竜川開発を目的とする電力会社天竜川電力が1926年（大正15年）3月に設立されると、地元を代表して山田織太郎とともに監査役に就任する。1931年（昭和6年）11月には合併により矢作水力監査役に転じ、死去まで3年間在任した。